# 小さな祈り〜P.S.アイラヴユー
「小さな祈り〜P.S.アイラヴユー」（ちいさないのり〜ピーエスアイラヴユー）は2008年10月8日に発売された德永英明42枚目のシングル。

## 解説
前作「愛が哀しいから」から僅か3か月でのシングル。
カップリング曲「君のいる場所に僕は生きてゆく」は1999年コンサートツアー「honesto」コンサート会場にて1曲入CDとして会場限定販売された同曲のリメイク。表題曲「小さな祈り〜P.S.アイラヴユー」と同じくミュージック・ビデオが制作されたが、『SINGLES BEST BOX』パターン2同梱DVDに収録された。

## パッケージ仕様
通常盤と初回限定盤の2形態で発売。初回限定盤は表題曲「小さな祈り〜P.S.アイラヴユー」のミュージック・ビデオ・メイキング映像が収録されたDVD、映画『P.S. アイラヴユー』の割引券が同梱。

## 収録曲

### CD
全作曲：德永英明、編曲：坂本昌之
1. 小さな祈り〜P.S.アイラヴユー
作詞：山田ひろし
アメリカ映画『P.S. アイラヴユー』日本版主題歌
2. 君のいる場所に僕は生きてゆく
作詞：德永英明
3. 小さな祈り〜P.S.アイラヴユー（instrumental）
4. 君のいる場所に僕は生きてゆく（instrumental）

### DVD（初回限定盤）
1. 小さな祈り〜P.S.アイラヴユー
2. 小さな祈り〜P.S.アイラヴユー （メイキング映像）